# Physalis pubescens

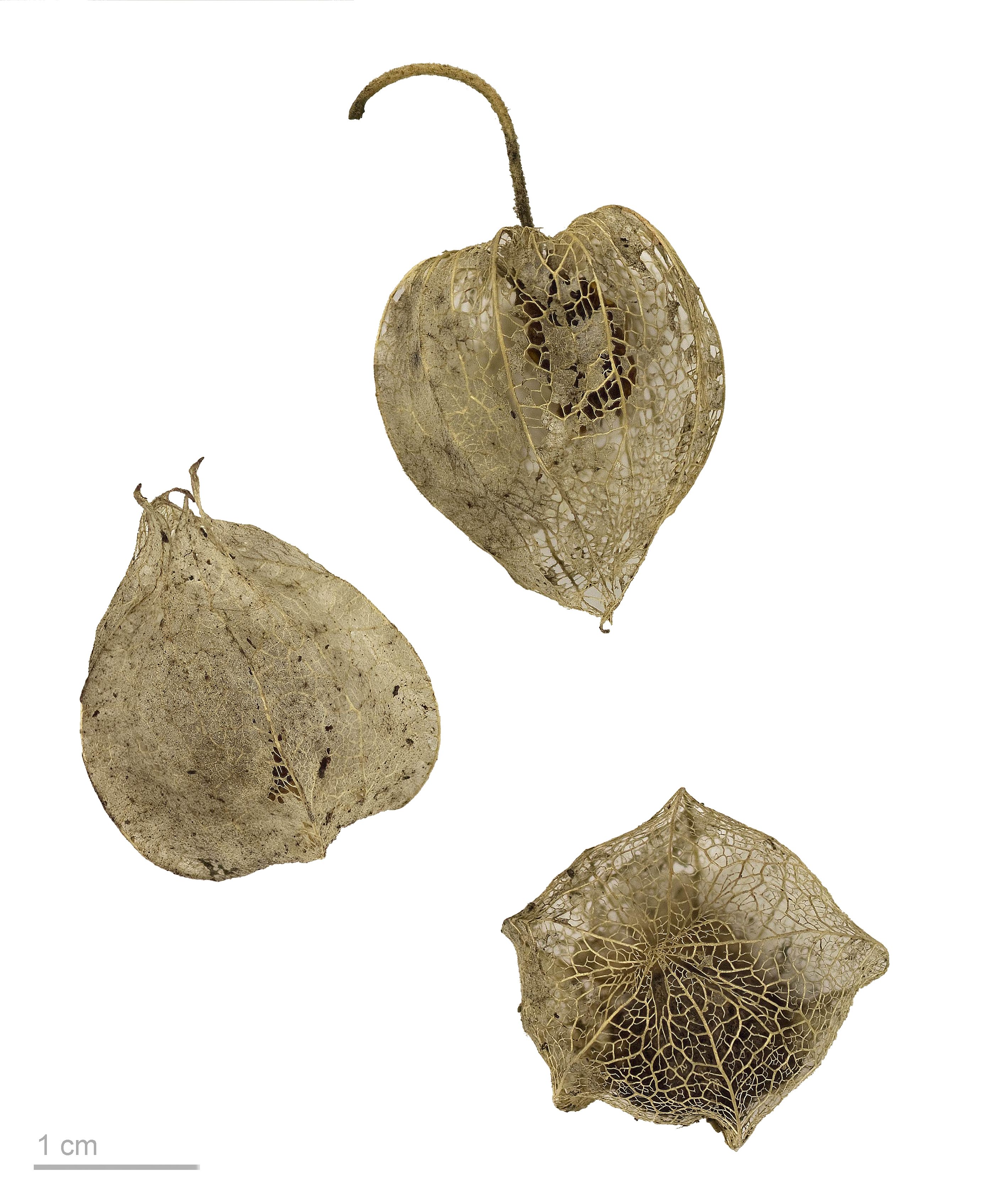
Physalis pubescens

Physalis pubescens ist eine Pflanzenart aus der Gattung der Blasenkirschen (Physalis) in der Familie der Nachtschattengewächse (Solanaceae).

## Beschreibung
Physalis pubescens ist eine einjährige oder zweijährige, gelegentlich stark verzweigte, krautige Pflanze, die Wuchshöhen zwischen 10 und 150 cm erreicht. Die Behaarung der Stängel ist fein und variabel aus drüsigen oder nichtdrüsigen, mehrzelligen Trichomen mit bis zu 3 mm Länge.
Die Laubblätter sind meist filzig behaart, und 3 bis 17 cm lang. Die Blattstiele sind dabei 1,5 bis 7,0 cm lang, die Blattspreiten sind meist 2 bis 10 cm lang und 1 bis 7 cm breit. Ihre Form ist eiförmig bis dreieckig, nach vorn spitz bis spitz zulaufend und an der Basis abgestumpft bis abgeschnitten. Sind die Hälften der Blattbasis schräg, dann stehen sie nur maximal 3 cm schräg voneinander. Der Blattrand ist unregelmäßig gezähnt bis nahezu ganzrandig.
Die Blüten stehen an 2 bis 7 mm langen Blütenstielen. Der Kelch ist zur Blütezeit filzig behaart und mit 1,5 bis 3,0 mm langen Kelchlappen besetzt. Die Krone ist gelb gefärbt und misst 0,9 bis 1,5 cm im Durchmesser. Die Kronblätter sind mit fünf dunkelvioletten Malen gekennzeichnet und an der Ansatzstelle der Staubfäden fein behaart. Sowohl Staubfäden als auch Staubbeutel sind meist purpurn oder blau gefärbt, nur in wenigen Exemplaren sind sie gelb. Die Staubbeutel erreichen eine Länge von bis zu 2 mm.
An der Frucht verlängert sich der Stiel auf eine Länge von 5 bis 10 mm. Der sich stark vergrößernde Kelch ist stark fünfwinkelig und 1,2 bis 3,0 cm lang, sowie 1,8 bis 2,5 cm breit, dabei immer länger als breit und ist komplett mit mehrzelligen Trichomen behaart. Der Kelch umgibt eine Beere mit einem Durchmesser von etwa 1 cm, die bei Reife grün-violett bis gelb gefärbt ist. Sie enthält eine Vielzahl von Samen mit kleingrubiger Oberfläche und einem Durchmesser von etwa 1,5 mm.
Die Chromosomenzahl beträgt 2n = 24 oder 48.

## Verbreitung und Standorte
Die Art ist vom Nordosten der USA entlang der Atlantikküste über Mexiko bis nach Argentinien sowie auf den Westindischen Inseln verbreitet. Sie ist ein verbreitetes Unkraut, welches meist in Höhenlagen zwischen 0 und 900 m zu finden ist, wächst aber in Kolumbien auch in Höhenlagen von bis zu 2700 m. Die Art bevorzugt sandige Böden in der Nähe von Flüssen.